# Халонен, Фанни
Фа́нни Мари́я Ха́лонен (фин. Fanni Halonen; 5 августа 1902, Кими, Кюменлааксо, Великое княжество Финляндское — 1 июня 1981) — финская актриса
 театра, кино и телевидения. Лауреат высшей государственной награды Финляндии для деятелей искусств — Pro Finlandia (1954).
Дебютировала на театральной сцене в конце 1920-х годов. В 1931—1943 годах — актриса Рабочего театра в Турку, затем в Куопио, с 1947 года — в Лахти.
Снималась в кино.

## Избранная фильмография
- Tytön huivi, 1951
- Kuisma ja Helinä, 1951
- Pekka Puupää, 1953
- Poika eli kesäänsä, 1955
- Свен Туува, 1958